# Ганізаде Ульві Аслан-огли
Ульві Аслан-огли Ганізаде(1 січня 1999 , Сумгаїт ) — азербайджанський борець греко-римського стилю, чемпіон Європи, призер чемпіонатів світу та Європи.

## Спортивні результати на міжнародних змаганнях

### Виступи на Чемпіонатах світу
| Змагання                        | Збірна      | Вагова категорія                 | Місце  |
| ------------------------------- | ----------- | -------------------------------- | ------ |
| Чемпіонат світу з боротьби 2021 | Азербайджан | греко-римська боротьба, до 72 кг | 8      |
| Чемпіонат світу з боротьби 2022 | Азербайджан | греко-римська боротьба, до 72 кг | Срібло |

### Виступи на Чемпіонатах Європи
| Змагання                         | Збірна      | Вагова категорія                 | Місце  |
| -------------------------------- | ----------- | -------------------------------- | ------ |
| Чемпіонат Європи з боротьби 2019 | Азербайджан | греко-римська боротьба, до 72 кг | 10     |
| Чемпіонат Європи з боротьби 2020 | Азербайджан | греко-римська боротьба, до 72 кг | Бронза |
| Чемпіонат Європи з боротьби 2022 | Азербайджан | греко-римська боротьба, до 72 кг | Бронза |
| Чемпіонат Європи з боротьби 2023 | Азербайджан | греко-римська боротьба, до 72 кг | Золото |

### Виступи на Кубках світу
| Змагання                    | Збірна      | Вагова категорія                 | Місце  |
| --------------------------- | ----------- | -------------------------------- | ------ |
| Кубок світу з боротьби 2020 | Азербайджан | греко-римська боротьба, до 72 кг | 12     |
| Кубок світу з боротьби 2022 | Азербайджан | команда                          | Срібло |

### Виступи на інших змаганнях
| Змагання                                                  | Збірна      | Вагова категорія                 | Місце  |
| --------------------------------------------------------- | ----------- | -------------------------------- | ------ |
| Чемпіонат світу з боротьби серед військовослужбовців 2018 | Азербайджан | греко-римська боротьба, до 72 кг | Срібло |
| Турнір Вехбі Емре і Гаміта Каплана 2022                   | Азербайджан | греко-римська боротьба, до 72 кг | 10     |
| Міжнародний турнір Маттео Пелліцоне 2022                  | Азербайджан | греко-римська боротьба, до 72 кг | Срібло |
| Ісламські ігри солідарності 2021                          | Азербайджан | греко-римська боротьба, до 72 кг | Срібло |
| Відкритий турнір Загреба з боротьби 2023                  | Азербайджан | греко-римська боротьба, до 72 кг | 20     |

### Виступи на змаганнях молодших вікових груп
| Змагання                                       | Збірна      | Вагова категорія                 | Місце  |
| ---------------------------------------------- | ----------- | -------------------------------- | ------ |
| Чемпіонат світу з боротьби серед кадетів 2015  | Азербайджан | греко-римська боротьба, до 69 кг | Бронза |
| Кубок Ядегара Імама                            | Азербайджан | команда                          | Срібло |
| Чемпіонат Європи з боротьби серед кадетів 2016 | Азербайджан | греко-римська боротьба, до 69 кг | Бронза |
| Чемпіонат світу з боротьби серед кадетів 2016  | Азербайджан | греко-римська боротьба, до 69 кг | Срібло |
| Чемпіонат Європи з боротьби серед юніорів 2017 | Азербайджан | греко-римська боротьба, до 74 кг | 12     |
| Міжнародний турнір Жакулика Ушкемпірова        | Азербайджан | греко-римська боротьба, до 72 кг | Золото |
| Чемпіонат світу з боротьби серед молоді 2018   | Азербайджан | греко-римська боротьба, до 72 кг | 11     |
| Чемпіонат Європи з боротьби серед юніорів 2018 | Азербайджан | греко-римська боротьба, до 72 кг | Золото |
| Чемпіонат світу з боротьби серед юніорів 2018  | Азербайджан | греко-римська боротьба, до 72 кг | 23     |
| Чемпіонат Європи з боротьби серед юніорів 2019 | Азербайджан | греко-римська боротьба, до 72 кг | 8      |
| Чемпіонат світу з боротьби серед юніорів 2019  | Азербайджан | греко-римська боротьба, до 72 кг | Срібло |
| Чемпіонат світу з боротьби серед молоді 2021   | Азербайджан | греко-римська боротьба, до 72 кг | Бронза |